# Blue Noses Group
 (juin 2024).
Si vous disposez d'ouvrages ou d'articles de référence ou si vous connaissez des sites web de qualité traitant du thème abordé ici, merci de compléter l'article en donnant les références utiles à sa vérifiabilité et en les liant à la section « Notes et références ».
Le Blue Noses Group (en russe Синие носы) fait partie du mouvement sots art et a personnifié dans son art les tendances innovantes de l’art moderne russe comme la communication et le burlesque.
Les artistes travaillent sur la zone, sur la ligne de séparation entre la réponse esthétique et sociale et le problème le plus poignant pour cette zone c’est l'état social général. L'art " Blue Noses Group" est comme une vision du monde qui s'occupe aussi bien d’avoir une réflexion claire, qu’une critique sociale. Souvent leurs travaux représentent la documentation vidéo de quelques performances absurdes et hilarantes, exécutées par les artistes comme les improvisations basées sur les rôles pré-préparés. Les travaux du " Blue Noses Group " se tiennent élégamment en équilibre malgré leurs vidéos à demies amateurs. Le modèle du monde du "petit homme" est affirmé par les parodies diverses et moqueuses des amulettes de conscience de masse. Le " Blue Noses Group " imite de façon moqueuse le haut art du XXe siècle : la culture de masse, la télévision, la séduction, la joie de loisir, le spectacle de sport, les rites sacrés de vie quotidienne etc.
Les artistes principaux de ce groupe sont Viacheslav Mizin et Alexander Shaburo. De nombreux artistes collaborent avec eux, tout comme leurs propres enfants, leurs amis, des commissaires d’exposition ou encore le groupe Nuclear Elk (groupe de rock).

## Expositions personnelles

### 2007
- Mind Games,  M. Guelman Gallery (new space Winzavod), Moscou
- Fucking Fascism,M. Guelman Gallery, Moscou

### 2006
- Kitchen suprematism, 6° biennale de la photographie à Moscou
- Casual concurrences, M. Guelman Gallery, Moscou
- Blue Noses, Kunstverein Rosenheim, Munich
- Blue Noses, Galeria Brito Cimino, San Paolo

### 2005
- The Blue Noses. Etan Cohen Fine Art, New York.
- The Blue Noses. Galerie Volker Diehl, Berlin
- The Blue Noses. KnollGalerieWien, Vienne
- The Blue Noses. Galerie IN SITU, Paris
- The Blue Noses. B&D Studio Contemporanea, Milan
- The Vogue of Labour. M. Guelman Gallery, Moscou
- The Blue Noses Kunsthallen Brandts Klaedefabrik, Odense

### 2004
- Hit-Or-Miss Art (How to Build Up Works of Art Just in the Kitchen). M. Guelman Gallery, Moscou
- The Blue Noses Group. Display Gallery, Prague

### 2003
- Do I Look Like a Loser? State Tretiakov Gallery, Moscou
- Two Against the Russian Mafia. M. Guelman Gallery, Moscou,
- From Siberia with Love. Arsenal,Nijni Novgorod
- Absolut Blue Noses. Zoological Museum, Moscou

### 2002
- Two Against the Russian Mafia. Kirov Museum, St. Petersburg
- The Contemporary Siber Artists. M. Guelman Gallery, Moscou

### 2001
- Out-of-Town Excursions-2. L-Gallery, Moscou

### 1999
- The New God' s Fools, or the Pathology of Performance. Zverev Center of Contemporary Art, Moscou

## Expositions de groupe

### 2007
- Marat's Choice. Special project of Marat Guelman Foundation within the 2d Moscou Biennale. Russian State Museum of Contemporary History, Moscou
- Artist's Diary. Special project of Marat Guelman Foundation within the 2d Moscou Biennale. Central House of Artist, Moscou
- Thaw. 15 years of M. Guelman Gallery. State Russian Museum, St. Petersburg
- Sots Art, art politique en Russie de 1972 à nos jours, Maison rouge, Paris

### 2006
- ARCO'2006, Madrid
- FIAC Paris (catalogue).

### 2005
- Russia -2. Bad News From Russia. WHITE BOX, New York
- FIAC. Paris (catalogue).
- Art that works. Catch me! 46th October Art Salon. Belgrade Cultural Centre, Yougoslavie (désormais Serbie Monténégro)
- Russian Pop-Art. State Tretiakov Gallery, Moscou
- Always a Little Further. The Arsenale. 51st Venice Biennale (catalogue)
- Expanded Painting. 2d Prague Biennale (catalogue)
- The Dialectics of Hope. Former Lenin Museum.
- Russia 2. M. Guelman Gallery, Central House of Artists, Moscow. Within the 1st Moscou Biennale (catalogue)
- Gender Troubles. Musée d’art Moderne de Moscou
- Accomplices. Collective and Interactive Works in the Russian Art of the 1960-2000s. State Tretiakov Gallery, Moscow. Within the 1st Moscow Biennale (catalogue)
- Art-Digital-2004. I Click, Therfore I Am. M'ARS Gallery, Moscow. Within the 1st Moscow Biennale (catalogue)
- Art-Kliazma-2005. International Contemporary Art Open-Air Festival. The Winter Factor, or Snow Maidens do not Die. Boarding-House "Klyazma Water-Reservoir". Within the 1st Moscow Biennale (catalogue)

### 2004
- FIAC. Paris (catalogue)
- Bubble. Comics in Contemporary Art. M. Guelman Gallery, Moscou
- Art-Kliazma-2004. International Contemporary Art Open-Air Festival. Boarding-House "Klyazma Water-Reservoir" (catalogue)
- Watch out! National Museum, Oslo (catalogue)
- Beyond the Red Horizon. Center for Contemporary Art Ujazdowski Castle, Warsaw (catalogue)
- To the Resort. National Museum, Baden-Baden (catalogue)
- Art-Moscow Workshop. Central House of Artists, Moscou
- Thoughts on the Motherland. A.Akhmatova's Museum, St. Petersburg
- "... and others". National Museum of Kyrgystan, Bishkek
- 6 Times Video. Within the 5th Moscow Photo-Biennale. Central House of Artists, Moscou
- Festival of Intimate Photography. Reflex Gallery, Moscou
- The Murmanck Connection. International Festival of Performance. Club Detox, Kirkenes
- Carbon Club. Reithalle, Munich
- Ahead of History. Perspectives of Art in the Baltic countries, Finland and Russia. KIASMA, Helsinki (catalogue)

### 2002
- The Center of Attraction. Triennial exhibition of the Baltic Countries, Vilnius (catalogue)
- Davai! Free Russian Art Now. Postfuhramt, Berlin; MAK, Vienna (catalogue)
- The 4th Cetine Biennale, Montenegro (catalogue)
- Sniezinka / Snow-Maiden. New Art from Russia, Zacheta Gallery, Warsaw (catalogue)
- Moscow Time. Center for Contemporary Art, Vilnius

### 2003
- FIAC. Paris (catalogue)
- Art-Cologne, Cologne (catalogue)
- Electric Visions. Contemporary Video-Art Festival of Russia and Northern Europe. the Film House, St Petersburg (catalogue)
- Paradise Project, Alexanderplatz, Berlin (catalogue)
- New Countdown. Digital Russia Together with Sony. Contemporary Art and New Technologies. Central House of Artists, Moscou (catalogue)
- Observation Platform. Programs of the Actual Art. Central House of Artists, Moscou
- Art-Constitution. Moscow Museum of Contemporary Art (catalogue)
- Art-Klyazma. International Festival of Contemporary Art. Boarding-House "Klyazma Water-Reservoir" (catalogue)
- Projection. Arsenal, Nijni Novgorod (catalogue)
- Absolut Generation. Within the 50th Venice Biennale. Palazzo Zenobio, Venise (deux catalogues)
- Art-Moscow Workshop. Central House of Artists, Moscou (catalogue)
- We-They. Art-Moscow. Central House of Artists, Moscou (catalogue)
- Davai! The Free Russian Art Now. Izhevsk, Cheboksary
- Redefining Identifies. The Russian Contemporary Art and the Age of Globalization. Tate-Modern, Whitechapel Art Gallery, Londres (catalogue)

### 2001
- Communication Between the Arts. 1st Valencia Biennale (catalogue)
- Art-Moscow Workshop 2001. 25 Contemporary Russian Artists. Central House of Artists, Moscou (catalogue)

### 2000
- Art-Moscow-2000. 4th International Fair of Contemporary Art. Central House of Artists, Moscou
- Dynamic Pairs. Art Against Geography. M. Guelman Gallery. Marble Palace, State Russian Museum, St. Petersburg; Central Exhibition *Hall "Manege", Moscow (catalogue)

### 1999
- The Crazy Double. Strategy of Imbecility in the Contemporary Art. Central House of Artists, Moscou ; Nijni Novgorod, Samara, *Ekaterinburg, Chateau d'Oaron (catalogue)

## Liens
- (en + ru) Site officiel du Blue Noses Group
- (fr) Site officiel de la Maison rouge
- (ru) M. Guelman Gallery